# María de Alvear
María de Alvear (Madrid, 27 de octubre de 1960) es una compositora hispanogermana, galardonada con el Premio Nacional de Música en la modalidad de composición en 2014.

## Biografía
Comenzó sus estudios musicales en España en el Colegio Alemán de Madrid. En la casa familiar se vivía un ambiente inmediato con el arte y por allí pasaron, entre otros, Miró y Tápies. Se trasladó a vivir a Alemania en 1979, de donde era su madre, la galerista Helga de Alvear. Allí fijó su residencia definitiva en Colonia y prosiguió su educación en la Musikhochschule local. Formada en clave, canto, piano, composición e interpretación, entre sus profesores se señalan Eduardo Polonio en Madrid y Mauricio Kagel en Colonia.
Sus composiciones son fruto de la interacción entre diferentes culturas musicales, donde ha trabajado incluso los ritmos étnicos de los nativos americanos, africanos, rusos o escandinavos. A decir de Raoul Mörchen, sus obras y forma de trabajar se aproximan a Joseph Beuys, aunque también al compositor Morton Feldman y a la estética de Barnett Newman y Mark Rothko. Ha cultivado en especial las composiciones acompañadas de montajes visuales junto con su hermana, Ana de Alvear. Sus obras se internan en «el ámbito de la escena, la instalación sonora, el arte radiofónico o la videocreación, así como en la electroacústica». También ha trabajado con otros artistas visuales como Isaac Julien o Marjatta Oja. María de Alvear es intérprete y cantante de sus propias piezas y, junto a su hermana, crea entornos —«espacios espirituales»— en donde se encuentran el intérprete y el público.
Ha editado con World-Edition, compañía que fundó en 1998, y con Hat Hut Records. Las composiciones de Alvear se han interpretado por el Quinteto de la Sinfónica de Berlín, entre otras orquestas y agrupaciones de prestigio, y se han presentado o exhibido a través de programas de radio y televisión en Europa y América. Fue galardonada con el Premio Bernd Alois Zimmermann en 1992 y con el Premio Nacional de Música en España en 2014.